# Juan Huerta
Juan Augusto Huerta (Isidro Casanova, Buenos Aires, Argentina, 22 de julio de 1980) es un exfutbolista argentino que jugaba como volante. Su último club fue Flandria de la Primera B Metropolitana.

## Carrera
Inició su carrera en Nueva Chicago como volante central, obtuvo destacadas actuaciones en la temporada 2001 logrando el ascenso a primera división. Siguió sus pasos por el Club Estudiantes de La Plata, donde participó del título de la Copa Libertadores. Se fue a jugar a Chile, pero volvió al año siguiente. Pasó a jugar al ascenso argentino. En el 2010 seis meses en Almirante Brown y en Sportivo Italiano de allí al 2012.
Actualmente forma parte del cuerpo técnico de Raúl Balmaceda en el Club Luján.

## Clubes (6)
| Club                             | País      | Temporadas  |
| -------------------------------- | --------- | ----------- |
| Nueva Chicago                    | Argentina | 1998 - 2004 |
| Estudiantes de la Plata          | Argentina | 2004 - 2009 |
| San Luis de Quillota             | Chile     | 2009 - 2010 |
| Almirante Brown                  | Argentina | 2010        |
| Club Sportivo Italiano           | Argentina | 2010 - 2012 |
| Cambaceres                       | Argentina | 2013 - 2015 |
| Club Social y Deportivo Flandria | Argentina | 2016        |

## Títulos

### Nacionales (1)
| Título                                         | Club                        | País      | Año                               |
| ---------------------------------------------- | --------------------------- | --------- | --------------------------------- |
| Torneo Reducido Primera "B" Nacional (Ascenso) | Club Atlético Nueva Chicago | Argentina | Torneo Primera B Nacional 2000/01 |
| Primera División                               | Estudiantes de la Plata     | Argentina | 2006-A                            |

### Internacionales (1)
| Título            | Club                    | País      | Año  |
| ----------------- | ----------------------- | --------- | ---- |
| Copa Libertadores | Estudiantes de la Plata | Argentina | 2009 |

## Participaciones Internacionales

### Participaciones en Torneos Sudámericanos (2)
| Campeonato             | Equipo                  | Resultado        | PJ | Goles |
| ---------------------- | ----------------------- | ---------------- | -- | ----- |
| Copa Libertadores 2006 | Estudiantes de la Plata | Cuartos de final | 8  | 0     |
| Copa Libertadores 2009 | Estudiantes de la Plata | Campeón          | 1  | 0     |